# Били Крудъп
Уилям Гейтър Крудъп (на английски: William Gaither Crudup) (роден на 8 юли 1968 г.) е американски актьор. Участва във филми като „Почти известни“, „Голяма риба“, „Пазителите“, „Обществени врагове“ и „Спотлайт“.

## Личен живот
От 1996 до 2003 г. се среща с актрисата Мери-Луис Паркър, от която има син на име Уилям Атикъс Паркър, роден на 7 януари 2004 г. Той оставя Паркър, докато тя е бременна в седмия месец, и започва връзка с актрисата Клеър Дейнс. Разделят се четири години по-късно.